# Candelabrum brocchiatum
Candelabrum brocchiatum är en svampart som beskrevs av Tubaki 1975. Candelabrum brocchiatum ingår i släktet Candelabrum, divisionen sporsäcksvampar och riket svampar.   Inga underarter finns listade i Catalogue of Life.